# Българо-турска конвенция (1915)
Българо-турската конвенция или Софийската конвенция е договор, подписан на 24 август/6 септември 1915 година в София между България и Османската империя, който коригира Цариградския договор за по-нататъшно уреждане териториалните въпроси между двете страни. Българо-турските преговори се провеждат под контрола на Германия и конвенцията е подписана в същия ден, в който са подписани и Българо-германският договор, Тайната българо-германска спогодба и Военната конвенция – документите, които оформят влизането на България на страната на Централните сили в Първата световна война.

## Клаузи
Според Софийската конвенция България получава територия от 2588 квадратни километра по левия бряг на река Марица, включително гарата на Одрин – Караагач и град Димотика (днес Дидимотихо, Гърция), както и една ивица по левия бряг на реката в дълбочина от 2 километра. Така страната получава пълен контрол върху линията Свиленград – Дедеагач, част от която дотогава минава през османска територия, а Марица се превръща в изцяло българска река. Турция получава правото 5 години безплатно да осъществява по линията всичките си необходими превози, а също така и еднакви права с България по отношение на корабоплаването по река Марица.
След подписването на конвенцията България постига най-голямото си териториално разширение в новата си история – 114 425 квадратни километра. Окупацията на отстъпените от Османската империя територии започва на 08 септември 1915, когато български министри и депутати от управляващото болшинството пристигат в Караагач.

## Последици
В отговор на конвенцията се очаква Съглашението да връчи на българското правителство нота във връзка с окупацията на територии в Тракия, която да има ултимативен характер, на която България да отговори с въоръжен неутралитет. В крайна сметка с Българо-германския договор, оповестен няколко дни по-късно, България се присъединява към Централните сили.
Договорът не удовлетворява нито България, нито Османската империя. България претендира за фиксираната от Лондонския договор граница в Източна Тракия по линията Мидия – Енос, а Османската империя не желае да прави никакви териториални отстъпки и е принудена под натиск от страна на Германия и от тежкото положение на Дарданелския фронт през 1915 година.
Една малка част от нея в южните склонове на Сакар със селата Армутлар, Виран теке, Димитрикьой, Евджилер, Каик кьой, Кара Хадър, Киречлик, Турско Лефке, Михалич, Мустраклии, Паша кьой, Паша махле, Татар кьой, Фикел, Хаскьой и Юскюдар е запазена и така може да се разглежда като единствената териториална придобивка на България от Първата световна война.